# 오부치촌 (후쿠오카현)
오부치촌({{lang|ja|大淵村})은 후쿠오카현 야메군에 있던 촌이다. 현재의 야메시의 일부에 해당한다.